# Josip Vaz
Josip Vaz (tamilski: புனித ஜோசப் வாஸ்; Benaulim, 21. travnja 1651. – Kandy, 16. siječnja 1711.) bio je portugalski katolički svećenik i misionar.
Katolička Crkva štuje ga kao svetca. 

## Životopis
Rođen je 21. travnja 1651. godine u Benaulimu, u Indiji. Nakon završenih filozofskih i teoloških studija na Akademiji sv. Tome Akvinskog u Goi, zaređen je za svećenika 1676. godine. Kako nije imao određenu župničku službu, posvetio se propovijedanju u župama i osnovao latinsku školu za buduće svećeničke kandidate.
Nakon što su Nizozemci istjerali Portugalce sa Šri Lanke, nastojali su zavrvaniti ispovijedanje katoličke vjere te diskriminirajući katolike u javnim službama. Josip je želio ići tamo i posvetiti se misonarskom radu. Međutim, njegovi crkveni poglavari dodijelili su mu misiju u Canari, blizu Goe. Zatim se vraća u Gou te ulazi u malu skupinu svećenika koji su prakticirali zajednički život. Po uzoru na Oratorij sv. Filipa Nerija, skupina je izabrala Josipa za poglavara, odgovornog za stabilnost i rast zajednice.
U ožujku 1686. konačno odlazi na Šri Lanku. Zbog oštrog nizozemskog progona Crkve prerušio se slugu te dospio na Šri Lanku. Ubrzo je uspostavio prve kontakte s katoličkim obiteljima i počeo tajno slaviti misu. Da ga ne bi otkrili preselio se u malo selo Sillalai, gdje je još uvijek postojala mala katolička zajednica. Ubrzo je njegova prisutnost bila otkrivena, a oni koji su mu pružili utočište bili su išibani i zatvoreni. Vaz je uspio pobjeći te odlazi u kraljevski grad Kandy. Tamo je bio optužen da radi kao portugalski špijun te je bio utamničen.
U zatvoru je ostao više od dvije godine. Zatim je naređeno njegovo puštanje, ali je ostao u kućnom pritvoru. Na Božić 1691. prvi put je slavio misu u Kandyju. Nakon uzaludnih pokušaja budista, Vaz je pripremio oltar na javnom trgu ispred kraljeve palače te molio za kišu. Dok je još molio, padala je obilna kiša te je od tada dobio kraljevu zaštitu.
Ubrzo su mu se u radu priključila i druga braća iz oratorija. Nakon štp je 1697. u Kandyju izbila epidemija malih boginja, Josip je ostao u gradu te se brinuo o bolesnicima.
Umro je u Kandyju 16. siječnja 1711. godine.

## Štovanje
Prvi koraci za njegovo proglašenje blaženim poduzeti su samo dvije godine nakon njegove smrti. Krajem 1713., Pedro Pacheco, biskup Cochina, započeo je informativni postupak. Ponovni progoni Crkve na Šri Lanci, protjerivanje oratorijanaca i promjena crkvenih vlasti doveli su do prekida i privremenog napuštanja kauze. Tek je 1928. godine Mateus Oliveira Xavier, nadbiskup Goe, ponovno pokrenuo kauzu. Novi informativni proces započeo je u Goi između 1935. i 1941. godine. Dana 13. svibnja 1989. proglašen je dekret o njegovim junačkim krijepostima.
Proglašen je blaženim u Colombu 21. siječnja 1995., tijekom pastoralnog posjeta pape Ivana Pavla II. Šri Lanci. Papa Franjo ga je tijekom posjeta Colombu 14. siječnja 2015. godine proglasio svecem.
Spomendan mu je 16. siječnja.

### Mrežna sjedišta
- Josè Vaz (talijanski). Službene stranice Dikasterija za kauze svetaca. Inačica izvorne stranice arhivirana 21. veljače 2025. Pristupljeno 17. veljače 2025.

## Vanjske poveznice
Ostali projekti
|  | Zajednički poslužitelj ima još gradiva o temi Josip Vaz |